# 徒單皇后 (金哀宗)
金哀宗皇后徒單氏（？—？），金哀宗完顏守緒妻。
金宣宗年間，宣宗及皇后曾生病，徒單氏就割其皮膚獻給宣宗。宣宗得知，就嘉獎了她。興定四年（1220年），徒單氏之父鎮南軍節度使徒單頑僧有罪，金宣宗以徒單氏性格純孝而赦免了徒單氏之父，又讓他致仕。
正大元年（1224年），立徒單氏為皇后。當金哀宗到歸德（今河南商丘），曾遣皇后之弟徒單四喜等在汴京迎駕。但徒單四喜在夜晚到陳留後就不敢前進，而回到汴。不久，汴京被破，徒單氏不知所終。
| 前任： 王皇后 | 金朝皇后 1224年—1234年 | 繼任： 金朝灭亡 |

## 延伸阅读
[在维基数据编辑]
 《金史·卷64》，出自脱脱《遼史》